# Središte gardijsko za specijalističku obuku dočasnika Damir Tomljanović – Gavran
Središte gardijsko za specijalističku obuku dočasnika Damir Tomljanović – Gavran (kratica: SG SOD ili Šepurine) je bila postrojba Hrvatske vojske koja je osnovana 17. travnja 1994. godine u vojarni Šepurine kod Zadra na inicijativu generala Ante Gotovine nakon Operacije Maslenica. Postrojba je nosila ime pukovnika Damira Tomljanovića - Gavrana, heroja Domovinskog rata i legendarnog zapovjednika 2. pješačke bojne 1. gardijske brigade Tigrovi koji je poginuo na Velebitskom bojištu 1994. godine. Šepurine su bile središte za obuku dočasnika i vojnika koji su polazili specijalističku obuku i razne tečajeve s ciljem izgradnje kvalitetnog dočasničkog kadra. Zapovjednik postrojbe bio je brigadir Werner Ilić.

## Povijest
Središte gardijsko za specijalističku obuku dočasnika Damir Tomljanović – Gavran je osnovano 17. travnja 1994. godine u vojarni Šepurine kod Zadra na inicijativu generala Ante Gotovine nakon Operacije Maslenica. Postrojba je nosila ime Damira Tomljanovića - Gavrana, heroja Domovinskog rata i legendarnog zapovjednika 2. pješačke bojne 1. gardijske brigade Tigrovi koji je poginuo na Velebitskom bojištu 1994. godine. 
U operaciji Maslenica su uočene i dobre strane ali i određeni nedostaci kod Hrvatske vojske te se pristupilo otklanjanju tih nedostataka. Prema riječima generala Gotovine taj nedostatak je bio dočasnički kadar: Sve dobro funkcionira od zapovjednika brigade preko zapovjednika bojne do zapovjednika satnije, a od zapovjednika satnije prema dolje je postojao prazan prostor. Na terenu je primijećeno da ne postoji dobar manevar manjih snaga - borbene skupine, desetine i voda, a razlog tome je nedostatak kvalitetnog dočasničkog kadra od zapovjednika borbene skupine i desetine do zapovjednika voda.
U Hrvatskoj vojsci su nedostajali instruktori obuke te se pristupilo njihovom stvaranju. Uz pomoć francuskih instruktora u vojarni Šepurine kod Zadra počela je izgradnja objekata i poligona za obuku, a 17. travnja 1994. prvi kandidati prolaze testiranja. Već sljedeći dan počela je temeljna obuka za zapovjednika voda gardijskog desantnog pješaštva. Nakon te obuke u lipnju se provodi prva temeljna obuka padobranaca.
Središte je i službeno otvorio prvi hrvatski predsjednik dr. Franjo Tuđman 26. srpnja 1994. godine pod nazivom Obučno središte gardijskog desantnog pješaštva Pukovnik Damir Tomljanović Gavran (OS GDP). Prema zapovijedi ministra obrane u svibnju 1995. godine ime postrojbe se mijenja u Središte gardijsko za specijalističku obuku dočasnika Damir Tomljanović – Gavran (skraćeno: SG SOD D.T. - GAVRAN). 
Zapovjednik postrojbe i glavni instruktor bio je brigadir Werner Ilić. 
Glavna zadaća postrojbe bila je obučavanje pripadnika gardijskih i specijalnih postrojbi HV-a i HVO-a za izvršavanje specijalnih zadaća kroz temeljne i specijalističke obuke. 
Temeljna obuka za zapovjednika voda gardijskog desantnog pješaštva iako najvažnija bila je samo jedna od brojnih. U Središtu su se tako provodile i temeljna vojna padobranska obuka, specijalistička obuka za snajperiste, specijalistička obuka za minsko-eksplozivna sredstva i diverzije (MESID) i specijalistička Commando obuka. 
Također su se provodile i specijalistička obuka za instruktora pješačke obuke, specijalistička obuka za instruktore vojnog padobranstva, specijalistička obuka za instruktore snajperiste, specijalistička obuka za instruktore MESID te specijalistička obuka za Commando instruktore.
U Središtu su se provodili i razni tečajevi, poput tečaja za kadete za školovanje u inozemstvu, tečaj za izvidnike diverzante, a isto tako su se provodila i stažiranja instruktora za nove instruktore u Središtu kao i za instruktore u matičnim postrojbama.
Obuka je završavala pješačkom hodnjom, Commando maršem od 250 kilometara, od vojarne Šepurine do Oltara domovine na Medvedgradu u Zagrebu. 
Kroz središte je prošlo više stotina vojnika, dočasnika i časnika koji su svoje znanje upotrijebili u završnim vojnim operacijama u Domovinskom ratu. 
Postrojba Damir Tomljanović Gavran uspješno je izvela i borbene zadaće u oslobodilačkim operacijama Ljeto '95. i Oluja. 
U mirnodopskom razdoblju uz obuku i tečajeve postrojba je organizirala i natjecanja za najboljeg vojnika Hrvatske vojske te Vojni petoboj na II. svjetskim vojnim igrama. Obučno središte i postrojba bila je jedna od najboljih u Hrvatskoj te su često predstavljani brojnim stranim vojnim izaslanstvima koja su dolazila u posjet Hrvatskoj vojsci.
Tradiciju Središta je nastavila Bojna za specijalna djelovanja nastala spajanjem sa Središtem za obuku izvidnika i diverzanata iz Delnica i 1. hrvatskim gardijskim zdrugom.
Po uzoru na ovo nastavno-vježbovno središte napravljeni su nacrti za Središte za razvoj vođa Marko Babić. Središte je svečano otvoreno 13. rujna 2019. u vojarni "Josip Jović" u Udbini, čija je glavna namjena na temeljima iskustava iz Domovinskog rata i razvijenih standarda, a uvažavajući nove izazove i potrebe, ciljanom obukom razvijati visoko motivirane, obučene i kompetentne vođe na temeljnim razinama zapovijedanja.

## Poveznice
- Središte za razvoj vođa Marko Babić
- 1. hrvatski gardijski zdrug
- Bojna za specijalna djelovanja
- Zapovjedništvo specijalnih snaga

## Vanjske poveznice
- http://www.udruga-gavran.hr/  Arhivirana inačica izvorne stranice od 21. svibnja 2016. (Wayback Machine) Udruga pripadnika SG SOD
- SG SOD TV kalendar
- Hodnja od Šepurina do Zagreba
- Predsjednik Tuđman otvara SG SOD